# Nicolaas I Jozef Esterházy

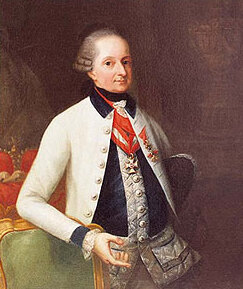
Nicolaas Jozef Esterházy

Nicolaas Jozef Esterházy van Galántha (Wenen 18 december 1714 - aldaar 28 september 1790), Hongaars Esterházy Miklós József, Duits Nikolaus Joseph Esterházy, prins Esterházy, was veldmaarschalk in Oostenrijkse dienst. Hij was een kleinzoon van Paul I Esterházy, broer van Paul II Anton Esterházy en grootvader van Nicolaas II Esterházy.
Hij studeerde te Wenen en Leiden en blonk uit in de Oostenrijkse Successieoorlog en de Zevenjarige Oorlog, waarvoor hij werd onderscheiden met de militaire Maria Theresia-orde. In 1762 werd hij kapitein van de Hongaarse lijfwacht van Maria Theresia. Keizer Jozef II kende uit erkentelijkheid de prinselijke titel - die voorheen aan het familiehoofd was voorbehouden - toe aan alle leden van het geslacht Esterházy. Nicolaas Jozef begon in 1763 aan de uitbreiding van het slot te Eszterháza (tegenwoordig Fertöd) in klassieke stijl, inclusief een concertzaal voor 400 personen. Hierdoor kreeg het slot de bijnaam Hongaars Versailles. Hij stichtte de muziekschool te Eisenstadt en nam in 1766 Joseph Haydn in dienst als kapelmeester. Deze schreef van 1760 tot 1790 vrijwel al zijn werken voor de familie Esterházy.